# Leperina decorata
Leperina decorata là một loài bọ cánh cứng trong họ Trogossitidae. Loài này được Erichson miêu tả khoa học năm 1844.